# Globus Cykler
Globus Cykler var en cykelfabrik grundlagt af Werner Grundahl. Den lå ved Vestvolden på Roskildevej og hjørnet af Vibeholms Allé i Glostrup.
Under besættelsen begyndte fabrikken at fremstille dele til flyvemaskiner for værnemagten. Derfor blev den stærkt bevogtede fabrik den 6. juni 1944 saboteret af modstandsgruppen BOPA. BOPAs leder opfattede angrebet med 100 mand ved dagslys som det første regulære partisanangreb i Danmark. Lægen Erik Hagens omkom, som chauffør for en ’rekvireret’ rutebil på tilbageturen mod København skudt af vagtkorpset "Sommerkorpset", der bestod af tidligere østfrontfrivillige nazister.
Produktionen blev i september 1944 genoptaget på en virksomhed på Orlogsværftet.